# Pako
Pako este o localitate din comuna Borovnica, Slovenia, cu o populație de 150 de locuitori.